# Hinrich-Wilhelm-Kopf-Kaserne
Die Hinrich-Wilhelm-Kopf-Kaserne der Bundeswehr befand sich in Cuxhaven im Ortsteil Altenwalde. Benannt wurde die Kaserne nach dem ersten Ministerpräsidenten des Landes Niedersachsen, Hinrich Wilhelm Kopf. Der Standort wurde 2014 geschlossen und ist als Bauwerk noch heute vorhanden.

## Geschichte

### Militärische Nutzungen 1872–1932
Die Kaiserliche Marine begann die Altenwalder Heide ab 1892 für Manöver zu nutzen. Um einen weiteren Versuchsstand zu gewinnen, wurde 1912 der Marine-Artillerie-Schießplatz Altenwalde mit der Schießbasis Altenwalde in Betrieb genommen. Es entstand eine Anlage mit einem Lager aus Unterkunftsbaracken, einer Schießschneise und Geschützständen. Sie befand sich im nordwestlichen Bereich der späteren Bundeswehrkaserne. Ab dem 23. Juli 1917 wurde hier das Paris-Geschütz erprobt. Trotz des Versailler Vertrages blieb der Marine-Schießplatz nicht nur bestehen und durch die Reichsmarine weiter genutzt, sondern durch Landerwerb das Areal sogar erweitert. Zudem bestand eine Pulververbrennungsstelle für Nitrozellulosepulver. Ab 1932 wurde die Nutzung der Schießanlage stark eingeschränkt.

### Nutzungen durch den NS-Staat
Die Aufrüstung der Wehrmacht, die Vorbereitungen auf den Zweiten Weltkrieg und die dadurch erforderliche Weiterentwicklung der Waffensysteme blieben nicht ohne Auswirkung auf den Marineschießplatz. Ab 1937 führte die Kriegsmarine Versuche mit Munition und Artilleriewaffen durch. Sie bildete das Marine-Abnahme-Beschuß-Kommando-Altenwalde. Gleichzeitig wurde die Anlage bis 1940 massiv erweitert. Neben betonierten Schießständen wurden Geschützschuppen, eine Portalkrananlage, Einrichtungen für Messung und Wetterbeobachtung, Munitionslagerhäuser, Labore und Werkstätten, Ver- und Entsorgungseinrichtungen, Unterkunfts-, Verwaltungs- und Wirtschaftsgebäude geschaffen. Ein Schienennetz aus Normal- und Schmalspurbahnen durchzog den Standort. Die Anlage erstreckte sich über die später für die Kaserne genutzte Fläche und darüber hinaus.
Ab 1937 erfolgten auf dem Schießplatz Altenwalde außerdem Tests von Raketen und Raketentriebwerken, etwa für die Messerschmitt Me 163.
Die Gleitbombe Blohm & Voss BV 143 wurde ab 1943 erprobt, später kam die Fieseler Fi 103 („Vergeltungswaffe 1“) hinzu. Hierfür waren 1943 eine drehbare und 1944 eine feste Walter-Schleuder als Startrampen in der Nähe des späteren Westtores der Kaserne errichtet worden.
Ende 1944 mussten Teile der Heeresversuchsanstalt Peenemünde hierher verlegen. Ab Februar 1945 erfolgte durch die Waffen-SS die Erprobung einer in der Reichweite gesteigerten Version der Fieseler Fi 103 auf einer bereits im Herbst 1944 errichteten Startrampe. Darüber hinaus bestand die Versuchsstelle aus einer Werkstatthalle, einer Garage und vier weiteren Gebäuden, die sich im Westteil der späteren Bundeswehrkaserne befanden. Das Gelände war mit einem Gleisanschluss versehen. Am 12. April 1945 wurden die Tests eingestellt und die Abschussrampen zerstört.
Die Portalkrananlage wurde am 10. Dezember 1947 durch die britischen Streitkräfte gesprengt. 1948 erfolgten weitere Demontagen. Die Beschussstände wurden zwischen 1959 und 1962 abgerissen.

### Britische Besatzung
Um über die Technik, den Bau und den Einsatz der V 2 („Vergeltungswaffe 2“) Informationen zu erhalten, initiierten die westlichen Alliierten 1945 die Operation Backfire. Am 22. Juni 1945 befahl Dwight D. Eisenhower eine Testreihe mit den Raketen durch die Special Projectile Operations Group der Air Defense Division. Als Versuchsgelände wurde der Marineartillerie-Schießplatz in Altenwalde festgelegt. Am 22. Juli 1945 wurden eine Gruppe von Spezialisten um Wernher von Braun aus der Haft in Garmisch-Partenkirchen nach Altenwalde gebracht. Ihnen folgten bis zu 150 weitere Wissenschaftler, die bei der Heeresversuchsanstalt in Peenemünde beschäftigt gewesen waren, sowie 100 Mann der Schießtruppen und 600 weitere Kriegsgefangene. Die deutschen Spezialisten wurden in zwei Lager geteilt: Camp A beherbergte alle für den Bau und Start der Rakete erforderlichen Personen und war im Barackenlager des Marineschießplatzes eingerichtet. Im weiter entfernten Camp C bei Brockeswalde dokumentierten Wissenschaftler ihre Kenntnisse über die V 2. Die britischen Truppen, die seit 11. August 1945 auch die Leitung der Operation übernommen hatten, trugen aus Jerxheim 18 und aus Lesse 12 unvollständige V 2-Raketen zusammen. Die Suche nach erhalten gebliebenen Raketenkomponenten wurde intensiv betrieben, so dass 250.000 Bauteile nach Altenwalde gebracht wurden. Hinzu kamen Tonnen an Flüssigsauerstoff aus Faßberg, Ethylalkohol aus Nordhausen und Wasserstoffperoxid aus Kiel. Zur Herstellung der notwendigen baulichen Anlagen in Altenwalde waren 2.000 kanadische Arbeiter und 2.500 britische Soldaten eingesetzt. Ende September 1945 standen 8 vollständige Raketen für Testzwecke zur Verfügung, von denen zwischen dem 2. und 15. Oktober 1945 drei eingesetzt wurden. Anschließend war die Operation beendet.

### Bundeswehr

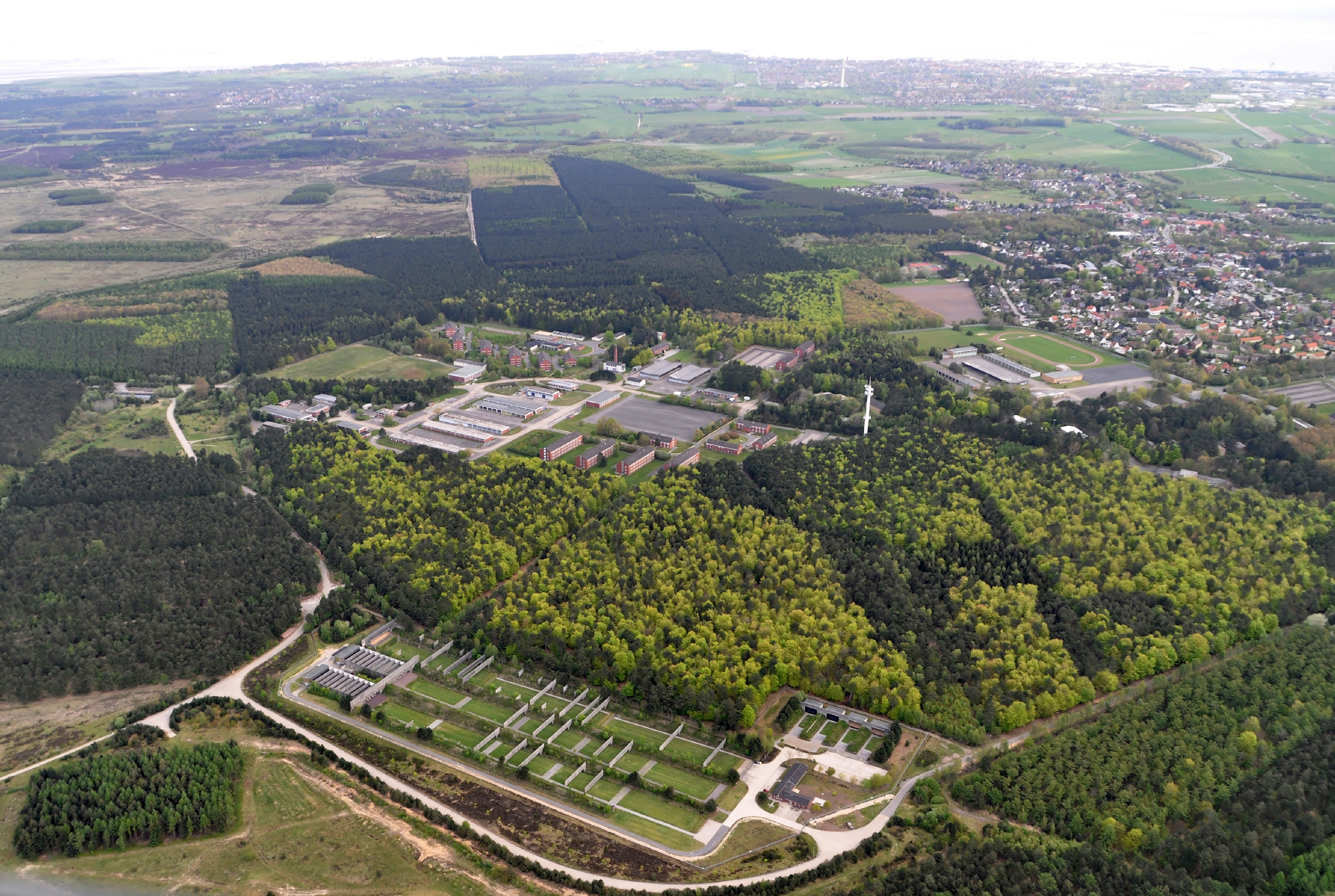
Luftaufnahme der Kaserne mit Standortschießanlage im Vordergrund

Mit der Gründung und dem Aufbau der Bundeswehr ab 1955 benötigte das Bundesverteidigungsministerium Truppenunterkünfte. Dabei wurden sowohl vorhandene militärische Anlagen der Wehrmacht wieder in Nutzung genommen, als auch Standorte für neue Kasernen gesucht. Es wurde deshalb entschieden, auf dem zuvor als Schießplatz genutzten Gelände bei Altenwalde eine Kaserne zu errichten. 1956/57 wurden zunächst zweigeschossige, mit gelben Klinkern 14 Unterkunfts- und Kompaniegebäude errichtet, Anfang der 1960er Jahre kamen noch drei zweigeschossige Unteroffizier- und Feldwebelwohnheime hinzu. Ebenfalls 1956/57 entstanden jeweils ein Stabs-, ein Lehrsaal-, ein Sanitäts- und ein Wachgebäude sowie in den 1950er Jahren ein Instandsetzungsbereich, eine Sporthalle und eine Großküche.
1958 bezog ein Luftwaffenausbildungsbataillon die Kaserne. 1958/59 diente hier der spätere Brigadegeneral Hermann Hagena. Zu den stationierten Einheiten gehörten Teile des Luftwaffenausbildungsregiments 1, die die neu errichteten gelben Klinkerbauten belegten. 1963 zog hier das Panzerbataillon 74 ein, während das Panzergrenadierbataillon 71 in vor 1945 geschaffene Unterkunftsbaracken einzog.
Folgende Stäbe, Verbände, Einheiten und Dienststellen der Bundeswehr folgten ab 1963 in der Kaserne:
| Einheit                                                                 | Stationierung ab     | Herkunft | Stationierung bis  | Verbleib |
| ----------------------------------------------------------------------- | -------------------- | --- | ------------------ | --- |
| I./Luftwaffenausbildungsregiment 2 mit 1./, 3./ bis 5./                 | 1. April 1963        | neu aufgestellt nach Umbenennung I./Luftwaffenausbildungsregiment 2 am Standort Delmenhorst in II./Luftwaffenausbildungsregiment 5                                                                                      | Juni 1963          | verlegt nach Budel (Niederlande), Legerplaats Budel |
| Panzergrenadierbataillon 71                                             | 1. August 1963       | verlegt nach Aufstellung am 1. April 1959 in Dörverden, Niedersachsen-Kaserne, und Zwischenstationierung ab 1. Juni 1959 in Seedorf, Kaserne                                                                            | 30. September 1980 | umbenannt in Panzergrenadierbataillon 73; im Rahmen der Heeresstruktur 4 in Hamburg, Röttiger-Kaserne, als teilgekadertes Panzergrenadierbataillon 71 neu aufgestellt, von dem die 3. und 4. Kompanie in Altenwalde stationiert wurden                                                                 |
| Panzerbataillon 74                                                      | 30. Juli 1963        | verlegt nach Aufstellung am 1. April 1959 in Seedorf, Kaserne | 31. Dezember 2003  | aufgelöst |
| Flugabwehrraketenbataillon 37 (ohne 2./)                                | März 1967–April 1974 | schrittweise verlegt nach Umgliederung am 1. Juni 1965 aus Luftwaffenflugabwehrbataillon 44 in Aurich, Blücher-Kaserne, und tlw. Zwischenstationierung in Bremerhaven, Marineschule ab 1971; 2./ ab 1971 in Bremervörde | 30. September 1989 | umbenannt in Flugabwehrraketengeschwader 37; Stellung Belum 1./FlaRakBtl 37 (53° 47′ 55″ N, 8° 59′ 15″ O), Stellung Nindorf 2./FlaRakBtl 37 (53° 37′ 9″ N, 9° 6′ 33″ O), Stellung Krempel 3./FlaRakBtl 37 (53° 43′ 0″ N, 8° 43′ 0″ O), Stellung Gudendorf 4./FlaRakBtl 37 (53° 47′ 31″ N, 8° 40′ 1″ O) |
| Materialausstattung Sanitätsbereich 25/4                                | 1. Juli 1972         | neu aufgestellt | 30. Juni 1997      | aufgelöst |
| Zahnstation (Terr) H 236                                                | 1. Oktober 1974      | neu aufgestellt | 31. März 1981      | umgegliedert zur Zahnarztgruppe 205/1 |
| Panzerjägerkompanie 70                                                  | 1. Oktober 1979      | umbenannt nach Entfall des Lehrauftrages und verlegt aus Munster, Hindenburg-Kaserne, nach Aufstellung am 1. April 1959 als Panzerjägerlehrkompanie 70                                                                  | 30. September 1996 | aufgelöst |
| Panzergrenadierbataillon 73                                             | 1. Oktober 1980      | aus Panzergrenadierbataillon 71 | 31. März 1992      | aufgelöst; verwendet zur Aufstellung des Panzerbataillons 73 (na) |
| 3./Panzergrenadierbataillon 71                                          | 1. Oktober 1980      | neu aufgestellt | 30. September 1992 | aufgelöst |
| 4./Panzergrenadierbataillon 71                                          | 1. Oktober 1980      | neu aufgestellt | 30. September 1992 | aufgelöst |
| Zahnarztgruppe 205/1                                                    | 1. April 1981        | aus Zahnstation (Terr) H 236 | 30. Juni 2000      | aufgelöst |
| Kasernenfeldwebel Cuxhaven                                              | 1. April 1982        | neu aufgestellt | 31. März 1999      | aufgelöst |
| Fahrschulgruppe Cuxhaven                                                | 1985                 | neu aufgestellt | 31. März 1994      | aufgelöst |
| Standortfernmeldeanlage 212/703                                         |                      | neu aufgestellt |                    | aufgelöst |
| Evangelischer Standortpfarrer Cuxhaven                                  |                      | neu aufgestellt |                    | aufgelöst |
| Sanitätszentrum 205                                                     | 1. Januar 1988       | neu aufgestellt | 31. Dezember 1997  | aufgelöst |
| Flugabwehrraketengeschwader 37 (ohne 2./) mit Luftwaffensanitätsstaffel | 1. Oktober 1989      | aus Flugabwehrraketenbataillon 37; 2./ in Bremervörde | 31. Dezember 1992  | aufgelöst; 2./ umbenannt am 1. Juli 1990 zur 4./FlaRakG 39; Umbenennung am 1. Oktober 1992 der 3./ und 4./ in 1./ und 2./FlaRakG 31; 1./ wird am 1. Oktober 1992 zur 5./FlaRakG 39 |
| Panzerbataillon 73 (na)                                                 | 1. April 1992        | neu aufgestellt aus Panzergrenadierbataillon 73 | 31. Dezember 2003  | aufgelöst |
| Bundeswehrdienstleistungszentrum Cuxhaven                               | 1. Januar 2007       | neu aufgestellt | 30. Juni 2014      | aufgelöst |

In den 1960er Jahren kamen jeweils ein barackenähnliches Sanitäts- und Stabsgebäude hinzu.
Am 9. Oktober 1971 erhielt die Garnison den Namen „Hinrich-Wilhelm-Kopf-Kaserne“ verliehen.
Da das Flugabwehrbataillon unterzubringen war, entstanden Anfang der 1970er Jahre weitere 6 dreigeschossige Kompaniegebäude und ein zweigeschossiges Feldwebelwohnheim jeweils mit roten Klinkern. Hinzu kamen Mitte der 1970er Jahre ein Lehrsaalgebäude, ein Verwaltungsgebäude und ein Sanitätsgebäude. In den 1970ern wurden ein weiteres Lehrsaalgebäude, eine Sporthalle, ein Unteroffiziersheim und eine Mannschaftskantine gebaut. Ende der 1970er Jahre folgte ein zweiter Instandsetzungsbereich. Erst 1986/87 konnten 6 weitere Unterkunftsgebäude fertiggestellt werden, um das Panzergrenadierbataillon 73 anstelle der bisherigen Baracken unterzubringen. 1989 wurde noch ein Stabsgebäude ergänzt. Insgesamt sind auf der 73 Hektar großen Liegenschaft 112 Gebäude entstanden. Das Gelände umfasst damit 6 Hektar Gebäudegrundfläche, 17 Hektar befestigte Verkehrsfläche, 10 Hektar Wald sowie 39 Hektar Grünfläche. Die Kaserne verfügte ferner über einen Gleisanschluss. Dieser diente der Verladung und Verlegung von Panzern und Fahrzeugen.
Nach der 1992 erfolgten Auflösung des Panzergrenadierbataillons 73 unter Umwandlung in eine Geräteeinheit und der beiden Kompanien des Panzergrenadierbataillons 71 sowie der 2003 vollzogenen Außerdienststellung des Panzerbataillons 74 wurde die Kaserne lediglich noch für die zivilberufliche Aus- und Weiterbildung der Bundeswehr, insbesondere zu Fluggerätemechanikern, Nautikern, in kaufmännischen und logistischen Berufen, genutzt. Zudem siedelte sich das Bundeswehrdienstleistungszentrum Cuxhaven im Areal an und Soldaten benachbarter Standorte waren hier untergebracht. Damit standen jedoch bereits beginnend ab 1992 immer größere Teile der Kaserne leer. Für einzelne Gebäude, wie Sporteinrichtungen, fand eine zivile Nutzung bereits statt. Die Kaserne wurde von der Bundeswehr zum 30. Juni 2014 schließlich vollständig aufgegeben.

## Konversion

### Rahmenplan
Bereits im Juni 2012 befasste sich der Ortsrat von Altenwalde mit der Nachnutzung des Kasernengeländes. Anfang 2013 konstituierte sich eine Arbeitsgruppe der Stadt Cuxhaven. Zudem wurde die Erstellung eines städtebaulichen Rahmenplans beauftragt, für den ab Juli 2013 Nutzungsoptionen beraten und im November 2013 beschlossen wurden. Es sollten demnach die Bereiche Naturschutz, Energie, Tourismus bzw. Freizeit, die Ansiedlung eines pharmazeutischen Unternehmens und die Erweiterung eines benachbarten Gewerbebetriebs untersucht werden. Der Rahmenplan wurde sodann im Mai 2014 vorgestellt und verabschiedet. Er sieht vier Varianten vor: die großflächige Unterbringung eines pharmazeutischen Unternehmens, die Ansiedlung von kleinen und mittleren Gewerbebetrieben, eine verkehrsintensive Gewerbe- und Industrieansiedlung oder Nutzungen im Feld von Tourismus und Freizeit. Zugleich wurde beschlossen, mit einem ansässigen Gewerbebetrieb einen städtebaulichen Vertrag abzuschließen, um diesem Unternehmen eine Erweiterung auf 19.000 Quadratmetern des Kasernengeländes zu ermöglichen.

### Zwischennutzung als Notunterkunft für Flüchtlinge
Im November 2015 wurde im Zusammenhang mit der Flüchtlingskrise in Deutschland 2015/2016 in der ehemaligen Kaserne eine Notunterkunft eingerichtet und Gebäude instand gesetzt. Im Februar 2017 wurde die Einrichtung wieder geschlossen.

### Teilnutzungen und erste Bebauungsplanung
Ab 2015 bemühte sich die Stadt Cuxhaven um den Erwerb eines Sportplatzes. Hierzu wurde ein Lärmschutzgutachten in Auftrag gegeben, dessen Ergebnis den Betrieb der Sportstätte zuließ. Es kam 2017 zu einem Flächenerwerb von 22.000 Quadratmetern. Ein Bauleitplanverfahren wurde mit Beschluss vom 6. April 2017 durchgeführt und der Bebauungsplan Nr. 211 „Sportplatz Altenwalde“ am 5. Dezember 2019 beschlossen. Zudem wurden weitere Anlagen für sportliche Zwecke, wie die Errichtung einer Skateranlage und eines Beachsportplatzes, ins Auge gefasst.
Zudem wurde am 21. Juli 2015 der Aufstellungsbeschluss über den Bebauungsplan Nr. 205 „An der Oxstedter Straße“ für die Nutzungen eines Tierheims, des Zivil- und Katastrophenschutzes und für einen Landschaftspflegehof im Bereich der ehemaligen Standortmunitionsniederlage gefasst. Das Verfahren wurde jedoch bisher nicht zum Abschluss gebracht.
Ebenfalls am 21. Juli 2015 beschloss die Stadt Cuxhaven die Aufstellung der 114. Änderung des Flächennutzungsplans „Ehemalige Bundeswehrliegenschaft Cuxhaven-Altenwalde“. Im Laufe des Verfahrens wurde die Kaserne jedoch wegen der noch nicht geklärten Nachnutzung aus dem Geltungsbereich herausgenommen, so dass sich der Planbereich nur noch auf den Truppenübungsplatz, den Sportplatz und die Standortmunitionsniederlage erstreckte. Entsprechend setzt der Flächennutzungsplan hauptsächlich Flächen für Wald (918,84 Hektar) und Landwirtschaft (504,01 Hektar) fest. Auf Sonderbauflächen entfallen 14,19 Hektar, auf den Sportplatz 2,57 Hektar und auf Versorgungsanlagen 1,51 Hektar. Die Änderung wurde am 5. Dezember 2019 beschlossen.
2017 bewarb die Bundesanstalt für Immobilienaufgaben das ehemalige Militärgelände als küstennahen Gewerbestandort.
Ende 2018 wurde die Liegenschaft als möglicher Standort eines Rechenzentrums durch die Bundesanstalt in den Blickpunkt gerückt.

### Erstaufnahmeeinrichtung
Insbesondere durch den Zustrom von Flüchtlingen durch den Überfall Russlands auf die Ukraine wurde ab 2022 die Wiederinbetriebnahme von Unterkünften in der ehemaligen Kaserne erwogen. Im November 2022 brannte das alte Unteroffiziersheim der Kaserne nieder. Der Staatsschutz ermittelte. Das Land informierte Anfang 2023, dass es die Schaffung einer Erstaufnahmeeinrichtung für 600 Flüchtlinge in der früheren Truppenunterkunft plane. Die zunächst für 2024 beabsichtigte Inbetriebnahme musste jedoch aufgrund des hohen Bau- und Sanierungsbedarfs verschoben werden. Ein konkreter Bezugstermin steht noch nicht fest.